# Vrede (Südafrika)
Vrede (deutsch: Frieden) ist eine Stadt in der südafrikanischen Provinz Freistaat. Sie liegt in der Lokalgemeinde Phumelela im Distrikt Thabo Mofutsanyana. Die Stadt ist Sitz der Gemeindeverwaltung und hatte 2011 laut Volkszählung 1962 Einwohner. Das benachbarte Township Thembalihle hatte 15.727 Einwohner.

## Geographie
Vrede liegt im Nordosten der Provinz Freistaat, rund 30 Kilometer südwestlich der Grenze zur Provinz Mpumalanga. Vrede liegt im Highveld und ist von Hügeln umgeben. Östlich des Zentrums liegt das Township Thembalihle.

## Geschichte
Die Stadt wurde 1863 gegründet. Man war sich lange nicht einig, wo die Stadt entstehen sollte. Am Ende des Disputs erhielt die Stadt den Afrikaans-Namen Vrede (deutsch: Frieden). In der Stadt wurde eine große Sandsteinkirche der Niederländisch-reformierten Kirche Südafrikas errichtet.

## Wirtschaft und Verkehr
Vrede ist landwirtschaftliches Zentrum. Von hier werden Mais, Weizen, Schafs- und Rindfleisch, Wolle, Milchprodukte und Geflügel transportiert. Vrede liegt 20 Kilometer östlich der Nationalstraße N3. Straßen führen von Vrede zur N3 und nach Standerton, Volksrust und Newcastle. Vrede ist Endpunkt einer Bahnstrecke von Standerton, die nur im Güterverkehr betrieben wird. Der Bahnhof liegt westlich der Stadt.

## Söhne und Töchter der Stadt
- Sid Kiel (1916–2007), südafrikanischer Leichtathlet
- André Brink (1935–2015), südafrikanischer Schriftsteller

## Sonstiges
Jährlich wird das Rooivleisfees (Rotfleischfestival) gefeiert. Der afrikaanssprachige Musikfilm Platteland wurde hier und in der Umgebung gedreht.